# Ribera San Eduardo
Ribera San Eduardo är en ort i Mexiko.   Den ligger i kommunen Palizada och delstaten Campeche, i den sydöstra delen av landet, 800 km öster om huvudstaden Mexico City. Ribera San Eduardo ligger 3 meter över havet och antalet invånare är 238.
Terrängen runt Ribera San Eduardo är mycket platt. Runt Ribera San Eduardo är det mycket glesbefolkat, med 3 invånare per kvadratkilometer. Närmaste större samhälle är Palizada, 15,0 km väster om Ribera San Eduardo. Trakten runt Ribera San Eduardo består till största delen av jordbruksmark.